# Nyingtri (arrondissement)
Nyingtri Dzong, Chinees: Nyingchi Xian is een arrondissement in de prefectuur Nyingtri in de Tibetaanse Autonome Regio, China. De hoofdplaats van het arrondissement is de grote gemeente Bayi.
Het arrondissement telde in 1999 28.801 inwoners. De gemiddelde hoogte is 3000 meter. De gemiddelde jaarlijkse temperatuur is 15 °C en jaarlijks valt er gemiddeld 700 mm neerslag.
Nyingtri County ligt in het middenbereik van de rivier Yarlung Tsangpo. De rivier loopt in het arrondissement langs zowel steile kliffen als vlakke valleien. Door Nyingtri loopt de nationale weg G318.